# Fontaines-d’Ozillac
Fontaines-d’Ozillac – miejscowość i gmina we Francji, w regionie Nowa Akwitania, w departamencie Charente-Maritime.
Według danych na rok 1990 gminę zamieszkiwało 370 osób, a gęstość zaludnienia wynosiła 27 osób/km² (wśród 1467 gmin regionu Poitou-Charentes Fontaines-d’Ozillac plasuje się na 653. miejscu pod względem liczby ludności, natomiast pod względem powierzchni na miejscu 644.).